# Сел ле Борд
Сел ле Борд (фр. Celle-les-Bordes) насеље је и општина у Француској у региону Париски регион, у департману Ивлен која припада префектури Рамбује.
По подацима из 2011. године у општини је живело 909 становника, а густина насељености је износила 40,22 становника/km². Општина се простире на површини од 22,6 km². Налази се на средњој надморској висини од 125 метара (максималној 177 m, а минималној 110 m).

## Демографија
| 1962. | 1968. | 1975. | 1982. | 1990. | 1999. | 2011. |
| ----- | ----- | ----- | ----- | ----- | ----- | ----- |
| 347   | 365   | 434   | 580   | 769   | 842   | 909   |

График промене броја становника у току последњих година